# Astiphromma ohharai
Astiphromma ohharai là một loài tò vò trong họ Ichneumonidae.